# 1612 год в науке
В 1612 году произошли различные научные и технологические события, некоторые из которых представлены ниже.

## События
- Немецкий астроном Симон Марий впервые исследовал туманность Андромеды в телескоп, оценил её угловые размеры и отметил возрастание её яркости к центру[1].
- 28 декабря Галилео Галилей, как выяснили историки, наблюдал планету Нептун вблизи Юпитера, но из-за отсутствия заметного её смещения за период наблюдений посчитал её звездой[2].
- Итальянский врач Санторио изобрёл медицинский термометр и ввёл его во врачебную практику[3].

## Родились
См. также: Категория:Родившиеся в 1612 году
- (?) – Уильям Гаскойн[англ.], английский астроном, математик и изобретатель (умер в 1644 году)[4].

## Скончались
См. также: Категория:Умершие в 1612 году
- 6 февраля — Христофор Клавиус, немецкий математик и астроном, автор григорианского календаря (род. в 1537 году)[5].
- 12 февраля — Йодокус Хондиус, фламандский картограф, автор "«Атласа Меркатора-Хондиуса» (род. в 1563 году)[6].
- 18 апреля — Эмануэл ван Метерен, фламандский историк (род. 9 июля 1535).